# Barbara von Metzler
Barbara von Metzler (* 6. Dezember 1941 in Dresden; † 24. Januar 2003 in Frankfurt am Main) war eine deutsche Mäzenin. Sie war die Tochter des Frankfurter Bankiers Albert von Metzler und seiner Ehefrau Elisabeth. Ihr Bruder ist der Bankier Friedrich von Metzler.

## Leben
Barbara von Metzler verbrachte die ersten sechs Lebensjahre in Dresden, der Heimatstadt ihrer Mutter. Diese kehrte 1947 mit ihren Kindern nach Frankfurt am Main zurück. Dort legte Barbara von Metzler 1961 an der Schillerschule das Abitur ab. Nach einer Lehre zur Bankkauffrau bei der Frankfurter Bank AG studierte sie von 1963 bis 1967 Betriebswirtschaftslehre an den Universitäten Freiburg, München und Köln.
1968 bis 1982 arbeitete sie als Diplombetriebswirtin in leitender Stellung bei der Treuarbeit AG (heute PWC Deutsche Revision). Als eine der ersten Frauen in Deutschland legte sie 1972 das Examen als Steuerberaterin und 1978 das als Wirtschaftsprüferin ab. Seit 1982 arbeitete sie als selbstständige Steuerberaterin und Wirtschaftsprüferin. Barbara von Metzler starb 2003 im Alter von 61 Jahren in Frankfurt am Main.

## Leistungen
Barbara von Metzler setzte sich für zahlreiche Frankfurter Kulturinstitutionen ein, vor allem für den Städelschen Museums-Verein und die Administration des Städelschen Kunstinstituts, der sie von 1994 bis 2000 vorstand. In dieser Funktion initiierte sie 1996 die sogenannte „Gunst“-Sammlung für das Städel Museum, mit der mehr als 23 Millionen D-Mark an Spenden eingeworben wurden. Auch im Historischen Museum Frankfurt, der Dagmar-Westberg-Stiftung, der Historisch-Archäologischen Gesellschaft und dem „Bürgerkomitee Paulskirche 1848“ war sie ehrenamtlich tätig. Als Schatzmeisterin der Frankfurter Bürger-Stiftung (1989–1998) trieb sie die Renovierung und den Betrieb des Holzhausenschlösschens voran.

## Auszeichnungen
Barbara von Metzler erhielt für ihr ehrenamtliches und mäzenatisches Engagement mehrere Auszeichnungen: Im November 2000 überreichte ihr die Frankfurter Oberbürgermeisterin Petra Roth das Bundesverdienstkreuz am Bande. Für ihren Einsatz für das Städel verlieh ihr das Land Hessen 2001 die Georg-August-Zinn-Medaille. 2002 erhielt sie die Ehrenplakette der Stadt Frankfurt am Main.